# هجوم دير الزور (ديسمبر 2014)
هجوم دير الزور هي عملية عسكرية شنتها الدولة الإسلامية في العراق والشام على قاعدة مدينة دير الزور الجوية والمناطق المحيطة.